# Iauareté
Iauareté (o Iauaretê) es una localidad brasileña del municipio San Gabriel de Cachoeira, en el estado de Amazonas. Está localizado cerca la frontera con Colombia. Allí se encuentra una base de las Fuerzas Armadas de Brasil.

## Historia
Iauaretê es un pueblo de gran importancia durante la historia más reciente de colonización en la región. Localizado en el punto de confluencia de los ríos Vaupés y Papurí, subregiones densamente pobladas por tarianas, tucanos, piratapuyos, wananos, arapasso, tuyucas y otros grupos étnicos. Sirvió de punto de referencia para innumerables viajeros que recorrieron la zona desde finales del siglo XVIII, para caucheros y comerciantes que explotaban mano de obra indígena y, finalmente, como base para misioneros salesianos que en 1930 implantaron allí una gran misión dedicada a la catequesis de los indios. En cinco décadas de funcionamiento, sus internados han recibido a cientos de estudiantes indígenas. A finales de la década de 1980, se construyeron un pelotón del ejército y una pista de aterrizaje en Iauaretê, como parte de un programa para la defensa y colonización de la frontera norte amazónica, el llamado Proyecto Calha Norte.
La población local es de unas 3 mil personas, y el aspecto del lugar es el de un pequeño pueblo, con electricidad, teléfono, televisión, escuelas y comercio.

## Clima
Iauaretê tiene un clima de selva tropical (Af) con lluvias fuertes a muy fuertes durante todo el año. De todas las estaciones meteorológicas oficiales en Brasil, tiene la precipitación anual promedio más alta. 
| Parámetros climáticos promedio de Iauaretê, 1981–2010 normals and extremes | Parámetros climáticos promedio de Iauaretê, 1981–2010 normals and extremes | Parámetros climáticos promedio de Iauaretê, 1981–2010 normals and extremes | Parámetros climáticos promedio de Iauaretê, 1981–2010 normals and extremes | Parámetros climáticos promedio de Iauaretê, 1981–2010 normals and extremes | Parámetros climáticos promedio de Iauaretê, 1981–2010 normals and extremes | Parámetros climáticos promedio de Iauaretê, 1981–2010 normals and extremes | Parámetros climáticos promedio de Iauaretê, 1981–2010 normals and extremes | Parámetros climáticos promedio de Iauaretê, 1981–2010 normals and extremes | Parámetros climáticos promedio de Iauaretê, 1981–2010 normals and extremes | Parámetros climáticos promedio de Iauaretê, 1981–2010 normals and extremes | Parámetros climáticos promedio de Iauaretê, 1981–2010 normals and extremes | Parámetros climáticos promedio de Iauaretê, 1981–2010 normals and extremes | Parámetros climáticos promedio de Iauaretê, 1981–2010 normals and extremes |
| Mes                                                                        | Ene.                                                                       | Feb.                                                                       | Mar.                                                                       | Abr.                                                                       | May.                                                                       | Jun.                                                                       | Jul.                                                                       | Ago.                                                                       | Sep.                                                                       | Oct.                                                                       | Nov.                                                                       | Dic.                                                                       | Anual                                                                      |
| -------------------------------------------------------------------------- | -------------------------------------------------------------------------- | -------------------------------------------------------------------------- | -------------------------------------------------------------------------- | -------------------------------------------------------------------------- | -------------------------------------------------------------------------- | -------------------------------------------------------------------------- | -------------------------------------------------------------------------- | -------------------------------------------------------------------------- | -------------------------------------------------------------------------- | -------------------------------------------------------------------------- | -------------------------------------------------------------------------- | -------------------------------------------------------------------------- | -------------------------------------------------------------------------- |
| Temp. máx. abs. (°C)                                                       | 38.0                                                                       | 39.4                                                                       | 37.1                                                                       | 37.0                                                                       | 36.2                                                                       | 39.8                                                                       | 36.0                                                                       | 36.2                                                                       | 39.0                                                                       | 37.5                                                                       | 37.5                                                                       | 38.1                                                                       | '                                                                          |
| Temp. máx. media (°C)                                                      | 30.3                                                                       | 30.4                                                                       | 30.5                                                                       | 30.1                                                                       | 29.8                                                                       | 29.4                                                                       | 29.2                                                                       | 30.0                                                                       | 30.8                                                                       | 30.8                                                                       | 30.6                                                                       | 30.4                                                                       | 30.2                                                                       |
| Temp. media (°C)                                                           | 26.2                                                                       | 26.2                                                                       | 26.3                                                                       | 26.2                                                                       | 26.0                                                                       | 25.6                                                                       | 25.3                                                                       | 25.8                                                                       | 26.3                                                                       | 26.4                                                                       | 26.4                                                                       | 26.2                                                                       | 26.1                                                                       |
| Temp. mín. media (°C)                                                      | 22.1                                                                       | 22.0                                                                       | 22.1                                                                       | 22.3                                                                       | 22.2                                                                       | 21.8                                                                       | 21.4                                                                       | 21.6                                                                       | 21.8                                                                       | 22.0                                                                       | 22.2                                                                       | 22.0                                                                       | 22                                                                         |
| Temp. mín. abs. (°C)                                                       | 19.2                                                                       | 18.9                                                                       | 19.2                                                                       | 19.1                                                                       | 19.0                                                                       | 16.8                                                                       | 16.4                                                                       |                                                                            | 18.8                                                                       | 19.0                                                                       | 19.5                                                                       | 18.5                                                                       | '                                                                          |
| Lluvias (mm)                                                               | 233.3                                                                      | 234.5                                                                      | 279.1                                                                      | 328.5                                                                      | 378.7                                                                      | 341.1                                                                      | 313.2                                                                      | 243.9                                                                      | 220.9                                                                      | 240.6                                                                      | 215.7                                                                      | 233.2                                                                      | 3262.7                                                                     |
| Días de lluvias (≥ 1 mm)                                                   | 17                                                                         | 16                                                                         | 18                                                                         | 20                                                                         | 22                                                                         | 21                                                                         | 21                                                                         | 19                                                                         | 16                                                                         | 16                                                                         | 14                                                                         | 17                                                                         | 217                                                                        |
| Horas de sol                                                               | 109.3                                                                      | 89.5                                                                       | 106.3                                                                      | 96.3                                                                       | 98.8                                                                       | 93.9                                                                       | 108.6                                                                      | 123.4                                                                      | 131.5                                                                      | 127.1                                                                      | 124.3                                                                      | 115.0                                                                      | 1324                                                                       |
| Humedad relativa (%)                                                       | 87.3                                                                       | 87.0                                                                       | 87.5                                                                       | 87.5                                                                       | 88.7                                                                       | 88.8                                                                       | 88.7                                                                       | 87.2                                                                       | 85.5                                                                       | 86.2                                                                       | 86.4                                                                       | 87.6                                                                       | 87.4                                                                       |
| Fuente: Instituto Nacional de Meteorología                                 |                                                                            |                                                                            |                                                                            |                                                                            |                                                                            |                                                                            |                                                                            |                                                                            |                                                                            |                                                                            |                                                                            |                                                                            |                                                                            |